# Гексилкоричный альдегид
Гексилкоричный альдегид — гексилциннамаль, hexyl cinnamaldehyde, hexyl cinnamal — органическое вещество, маслянистая жидкость желтого цвета с цветочным запахом, напоминающим запах жасмина. Является  распространенной добавкой в парфюмерной и косметической промышленности в качестве ароматизатора или отдушки. Входит в состав эфирного масла ромашки. Практически нерастворим в воде.